# Пам'ятник Готфріду Земперу (Дрезден)
Пам’ятник Готфріду Земперу — меморіал у Дрездені, присвячений пам’яті архітектора й викладача університету Готфріда Земпера (1803 — 1879), чиєю найвідомішою та важливою роботою в столиці Саксонської держави є Оперний театр Земпера, названий на його честь.

## Розташування

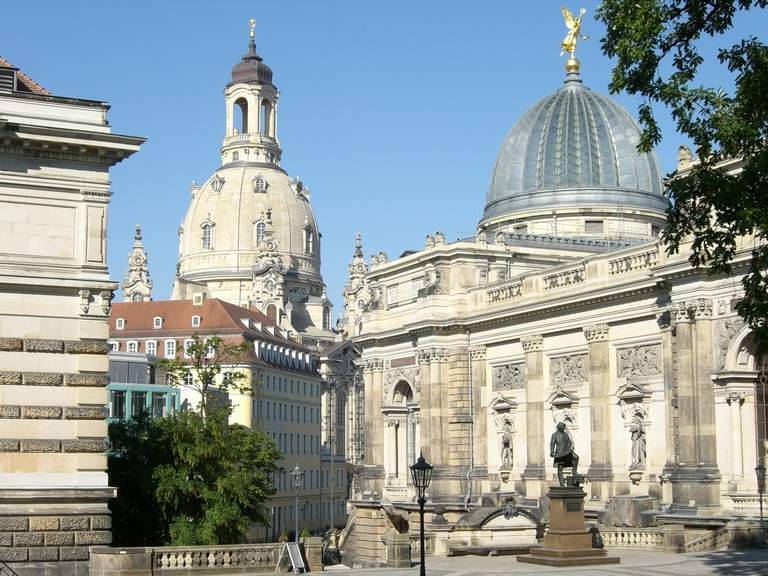
Розташування та околиці меморіалу Готфріда Земпера: вид із тераси Брюля повз меморіал над площею Георг-Трой-Плац, праворуч мистецький зал і восьмикутне крило академії мистецтв із куполом (соковижималкою для лимонів), ліворуч купол Фрауенкірхе, на дальньому лівому куті Альбертінум, 2006.

Меморіал розташований на північному сході району Внутрішнє старе місто на терасі Брюля, реліквії укріплень Дрездена. Прямо під нею розміщений вхід до музею Дрезденської фортеці. Меморіал Готфріда Земпера розташований на вулиці Брюльшер Гартен, яка названа на честь прилеглої однойменної зеленої зони. Подвійні сходи, що ведуть з тераси до сусідньої площі Георг-Трой-Плац, обрамляють площу, на якій стоїть пам'ятник.

## Опис
Меморіал Готфріда Земпера складається з бронзової скульптури, що стоїть на постаменті з червоного мейсенського граніту. Статуя Земпера в натуральну величину стоїть у позі розпорядника спиною до площі Георг-Трой. Земпер повертає погляд у нижню половину ліворуч (праворуч від глядача), тому його обличчя вказує на північ. Він одягнений у костюм, поверх якого накинуто пальто. У руках він тримає частково згорнутий архітектурний малюнок. Лівою ногою він стоїть на консолі, прикрашеній двома головами левів. Бронзова табличка з іменем ушановуваного архітектора прикріплена на передній частині основи заввишки понад 1,50 метра.

## Історія
Готфрід Земпер працював у Дрездені з 1834 по 1849 рік. Він вважається найважливішим архітектором епохи Неоренесансу в Саксонії та є одним із тезок школи Земпера-Ніколаї, регіонального вираження цього стилю. Земпер був професором архітектури в академії мистецтв і спроектував багато важливих будівель у столиці Саксонської держави. Серед них Галерея Земпера, побудована між 1847 і 1854 роками для завершення Цвінгера, синагога Земпера, освячена в 1840 році та зруйнована в 1938 році, Дрезденський придворний театр, який був завершений в 1841 році, але згорів у 1869 році, і — на заміну новобудові на тому ж місці — опера Земпера, побудована з 1871 по 1878 рік під керівництвом його сина Манфреда Земпера.
Через участь у Дрезденському травневому повстанні Готфрід Земпер потрапив у немилість королівського двору і був змушений втекти з Дрездена. Однак дрезденське громадянство продовжувало зберігати до архітектора високу пошану. Після смерті Земпера в 1879 році дрезденські містяни висловили бажання встановити в місті пам'ятник цьому великому архітектору. Однак Саксонське королівство та місто Дрезден не надали грошей через участь Земпера в травневому повстанні. Нарешті Об'єднання асоціацій  німецьких архітекторів та інженерів подарувало пам’ятник.
Роботу було доручено виконати відомому дрезденському скульптору Йоганнесу Шиллінгу (1828–1910), який заслужив свою репутацію з кінця 1860-х років створенням фігурної групи «Чотири рази на добу» та пам’ятника Рітшелю. З 1889 року Шиллінг вперше створив глиняну модель фігури, яку представники Союзу німецьких асоціацій архітекторів та інженерів перевірили та прийняли в грудні 1890 року. На перегляді також був присутній син Готфріда Земпера Манфред, який погодився із зображенням батька. Король Альберт Саксонський визначив місце розташування пам’ятника на терасі Брюля .
Навесні 1891 року Шиллінг виготовив гіпсову модель, на основі якої мистецько-ливарна майстерня Kunst- und Glockengießerei Lauchhammer нарешті відлила бронзову статую. Костянтин Ліпсіус, який також розробив плани прилеглої художньої академії, також відомої як будівля Ліпсіуса на його честь і завершеної в 1894 році, надав проект гранітної основи. Крім того, Ліпсіус зробив плани для сходів з пісковика на площі Георга Треу, яка починається прямо біля пам’ятника. Нарешті монумент було урочисто відкрито 1 вересня 1892 року. Він неушкодженим пережив нищівні повітряні нальоти на Дрезден у лютому 1945 року.
Пам'ятник Готфріду Земперу як пам'ятка культури зараз перебуває під охороною держави. Дрезденський історик мистецтва Фріц Леффлер критикував пам'ятник як «дуже поверхневий» порівняно з попередніми дрезденськими творами Шиллінга .